# ケプラー36b
ケプラー36b (Kepler-36b) は、地球からはくちょう座の方向に約1500光年離れた距離にある恒星ケプラー36の周りを公転する太陽系外惑星である。別名KOI-277b。

## 物理的性質
| 地球 | ケプラー36b |
| ---- | ----------- |
| 地球 | Exoplanet   |

ケプラー36bは、質量が地球の4.45倍、半径が地球の1.486倍ある。表面の重力は地球のほぼ2倍である。この数値から、ケプラー36bは地球型惑星であると推定されているが、平均密度は7.46g/cm3とかなり高いため、地球型惑星と鉄惑星のほぼ境界に位置する。また、これらの数値はケプラー10bとかなり似ている。
ケプラー36bの組成は、いずれも質量比で、68%のマグネシウム珪酸塩で出来た岩石と32%の鉄で構成されていると考えられている。後述するとおり極めて高温の惑星にも関わらず、岩石のうち、23%未満は 水で構成されている可能性があり、最も可能性が高いものは13%である。また、1%以上の水素やヘリウムで出来た大気を持つと考えられている。

## 軌道
ケプラー36bの軌道長半径は、ケプラー36から1725万km(0.1153AU)と、太陽と水星の軌道長半径の30%しかなく、したがって表面温度は705℃(978K)と極めて高温である。そのため、生命を考慮するのは絶望的であると言える。ケプラー36bは、この極めて近い軌道を13日と20時間で公転している。離心率は0.04以下と、極めて真円に近い。軌道傾斜角はほぼ90度で、後述するケプラー36cとの軌道の傾きの差は2.5度以下である。
ケプラー36bは、ケプラー36の手前を通過するのに6.78時間かかる。ケプラー36bの通過によるケプラー36の光度の減少は0.00838%である。これは後述するケプラー36cによる光度の減少(0.02076%)の17%と、かなり小さい。

## ケプラー36cとの関係
ケプラー36系には、ケプラー36bと同時に発見されたケプラー36cという惑星がある。ケプラー36cは、質量が地球の8.08倍、半径が地球の3.679倍であり、その数値からガス惑星 、恐らくは天王星型惑星である。また、ケプラー36bと同様、軌道長半径が1919万km(0.1283AU)と、やはりケプラー36から極めて近いため、表面温度が665℃(928K)のホット・ネプチューン である。
ケプラー36bは約13.9日、ケプラー36cは約16.2日で公転しているため、6:7の軌道周期を持っている。これは、約97日に1回の割合で合が起こる事を示しており、合の時に内惑星であるケプラー36bから見れば、外惑星であるケプラー36cが衝を起こしている事になる。両者の軌道長半径はたった194万kmしか差がないため、合の時には、地球と月の軌道の5倍しか離れていない事になる。ケプラー36cは月の13.5倍大きいため、一番接近した時ケプラー36bからケプラー36cを見れば、満月の2.7倍もの大きさで、深い青色をした惑星が見える事になる。両者の位置関係は常に変化するため、ケプラー36bは強烈な潮汐力が加わる事になる。ケプラー36bは岩石惑星のため、激しい火山活動が起こっている可能性がある。このような惑星は、木星の潮汐力で火山活動の激しい天体である太陽系の衛星のイオに因み、スーパー・イオと呼ばれる事もある。
ケプラー36bとケプラー36cの密度差は8.35倍と、これほど組成の違う天体が接近した軌道を持つ惑星系はケプラー36系が最小である。これは、太陽系のような岩石惑星とガス惑星の関係とは相当異なる。太陽系のどの岩石惑星とガス惑星のペアと比べても、この20倍も密な軌道である。このような軌道の接近のメカニズムはまだ不明である。
これほど接近していれば、軌道の変化による惑星同士の衝突も考えられるが、数値積分では、サンプルの91%以上が、直近700万年間では衝突しないと出ている。また、100の数値をランダムに描写した場合でも、1億4000万年間は破壊的な出会いを経験しない。

## 内部構造
2016年に、岩石惑星と思われる7つの太陽系外惑星の内部構造についての研究結果が発表された。対象となったのはケプラー10b、ケプラー36b、ケプラー78b、ケプラー93b、CoRoT-7b、HD 219134 b、グリーゼ1132bの7つである。これらの太陽系外惑星は全て地球の2倍から5倍ほどの質量と1.1倍から1.6倍ほどの半径を持つ。ハーバード・スミソニアン天体物理学センターの研究チームはこれらの太陽系外惑星にPREM(Preliminary Reference Earth Model)という地球や火星などの岩石惑星に見られる、核、マントル、地殻という三重構造のモデルが当てはまるかを調査した。その結果、7つの太陽系外惑星全てが中心部に鉄などで構成された核を持っており、その外側にマントルと地殻の層が存在する構造になっていることが判明した。